# Škoda 306
Škoda 306 byl užitkový automobil vyráběný v československé automobilce Škoda. Vyráběl se hlavně jako klasický valník, produkovány byly také verze autobusová, cisternová a další. Výroba začala roku 1929 a skončila o deset let později, vyrobilo se 185 těchto vozidel. Souběžně byla produkována také čtyřválcová varianta Škoda 304.
Motor byl vodou chlazený řadový šestiválec OHV o objemu 7,3–8,3 l. Měl výkon 49–74 kW (67–100 koní). Vůz dosahoval rychlosti až 60 km/h.
Varianta se sníženým rámem (306 N) byla vhodná pro nástavbu autobusovou karoserií. Malé autobusy měly kapacitu 19 sedících a 9 stojících cestujících (podélné lavice), případně 19 sedících a 4 stojící cestující (příčná sedadla) a byly určeny pro místní linky. Verze 306 NK měla stálý převod do pomala a byla vhodná do kopcovitého terénu. Vyráběny byly také vyhlídkové autobusy 306 N Aerable se skládací střechou, které mohly na příčných sedadlech pojmout 22 sedících cestujících. Autobusy typu 306 N disponovaly již v roce 1930 Československé státní dráhy.